# Palazzo del Podestà (Bologna)

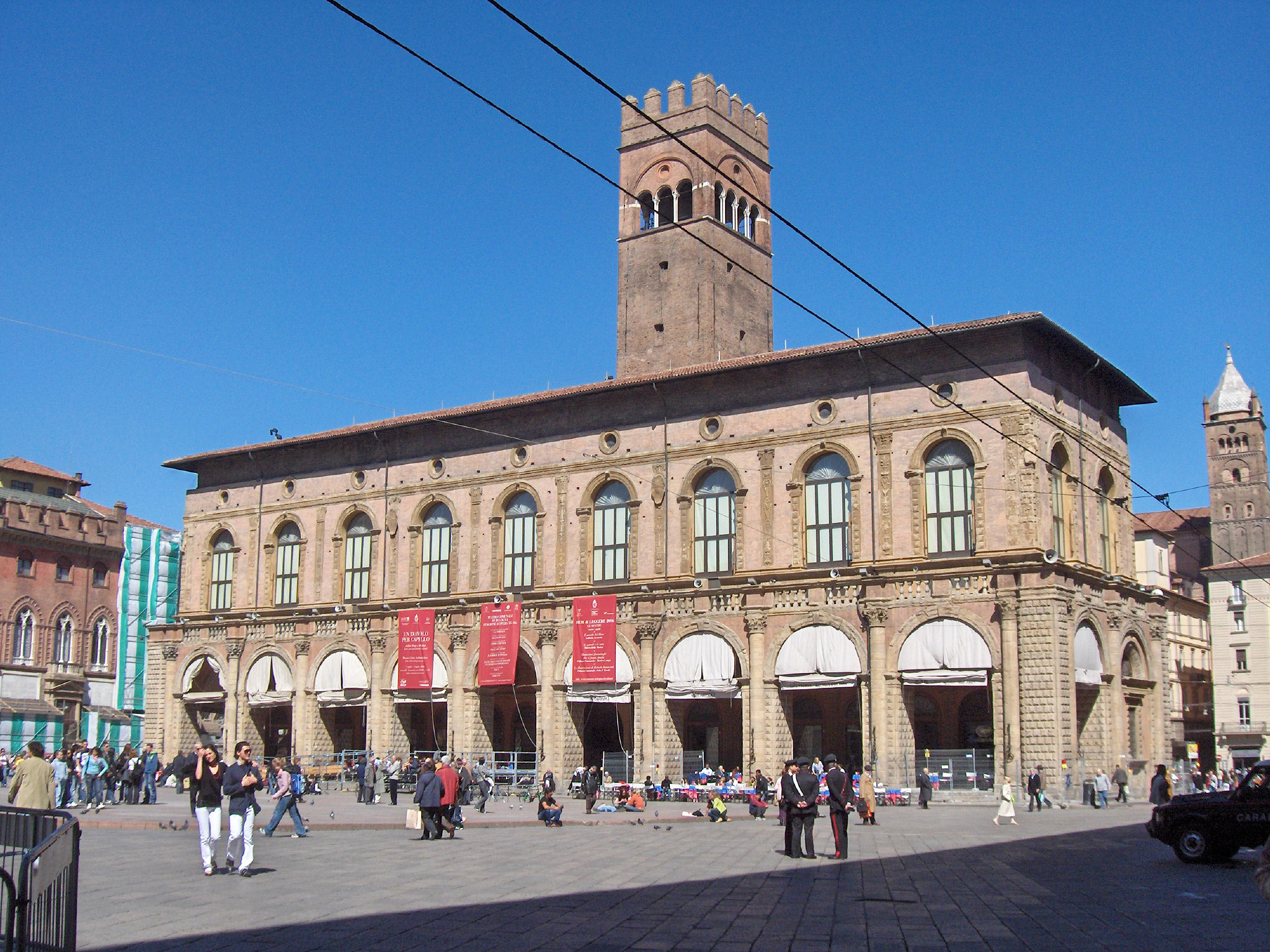
Bologna, Palazzo del Podestà

Der Palazzo del Podestà (Palast des Podestà) von Bologna wurde gegen 1200 an der damals entstehenden Piazza Maggiore errichtet, als Gebäude für die Erledigung  öffentlicher Aufgaben und als Sitz des Podestà und seiner Beamten. Der heutige Komplex hat ein anderes Aussehen als im Mittelalter, zumal der anliegende Palazzo Re Enzo erst später errichtet wurde.

## Der Palast
Beim Palast handelt es sich um ein großes Bauwerk, das von zwei Gassen durchquert ist. Diese beiden Gassen kreuzen sich unten am Voltone del Podestà (Gewölbe des Podestà), über dem die sogenannte Torre dell’Arengo aufragt, der Turm mit der Glocke, durch die die Bevölkerung bei außerordentlichen Ereignissen zusammengerufen wurde. Unter dem Gewölbe wurden im Jahre 1525 die von Alfonso Lombardi geschaffenen Terracottastatuen der Heiligen Schutzpatrone der Stadt, Petronius, Proculus, Dominikus und Franz von Assisi, in den vier Ecken aufgestellt.  Im Jahre 1453 stellte Aristotele Fioravanti die heutige Glocke ein und gestaltete die Fassade in einem Renaissance-Stil auf Geheiß Giovannis II. Bentivoglio um. Der Palast diente zwischen dem 15. Jahrhundert und dem 18. Jahrhundert als Theater und wurde von Adolfo De Carolis zu Beginn des 20. Jahrhunderts mit einer Serie von Wandbildern ausgeschmückt (darunter ein Fresko mit Titel Abschaffung der Leibeigenschaft in Erinnerung an die Ereignisse von 1256 und des Liber Paradisus).

## Kuriosum
Unter dem Voltone del Podestà kann man ein außerordentliches Hörereignis wahrnehmen: die Besucher können sich nämlich auch mit leiser Stimme von den vier entgegensetzten Winkeln des Gewölbes aus miteinander verständigen.